# Parda Waras
Parda Waras is een bestuurslaag in het regentschap Tanggamus van de provincie Lampung, Indonesië. Parda Waras telt 1418 inwoners (volkstelling 2010).